# Гринівська сільська рада
Грині́вська сільська́ ра́да — колишній орган місцевого самоврядування в Недригайлівському районі Сумської області. Адміністративний центр — село Гринівка.

## Загальні відомості
- Населення ради: 500 осіб (станом на 2001 рік)

## Населені пункти
Сільській раді були підпорядковані населені пункти:
- с. Гринівка
- с. Нелени
- с. Якименки

### Колишні населені пункти
- с. Зелена Діброва

## Склад ради
Рада складалася з 12 депутатів та голови.
- Голова ради: Черевко Ганна Григорівна
- Секретар ради: Коновал Світлана Михайлівна

### Керівний склад попередніх скликань
| Прізвище, ім'я, по батькові | Основні відомості                                                 | Дата обрання | Дата звільнення |
| --------------------------- | ----------------------------------------------------------------- | ------------ | --------------- |
| Черевко Ганна Григорівна    | Сільський голова, 1964 року народження, освіта вища               | 26.03.2006   | 31.10.2010      |
| Черевко Ганна Григорівна    | Сільський голова, 1964 року народження, освіта вища, позапартійна | 31.10.2010   |                 |

Примітка: таблиця складена за даними сайту Верховної Ради України